# Kojima Engineering
La Kojima Engineering è stata un costruttore giapponese di Formula 1. Fondata da Matsuhisa Kojima, partecipò a due soli Gran Premi: le edizioni 1976 e 1977 del Gran Premio del Giappone.

## La storia

### I campionati giapponesi di Formula 2000 e Formula 2
La scuderia fece la sua prima apparizione nel Campionato giapponese di Formula 2000 nel 1974, impiegando una Surtees-Ford coi piloti Masahiro Hasemi e Kazuyoshi Hoshino, conquistando due terzi posti. L'anno seguente impiegò una March-BMW, sempre con Hasemi come pilota. Nel 1976 impiegò nuovamente dei telai March, sia con motorizzazione BMW che Nissan. Hasemi giunse secondo nel campionato. In una gara, il Gran Premio Nihon, venne iscritto anche il pilota tedesco Hans-Joachim Stuck.
Dal 1977 presentò propri modelli. Hasemi vinse il Suzuka Formula Champion con un modello KE008 a motore BMW. In stagione venne impiegata anche una March-BMW con Didier Pironi. Una KE008 venne impiegata da Pironi anche nel JAF Suzuka GP del 1978.
Nel 1979 venne impiegato ancora questo modello, per alcune gare da Yoshimi Katayama, poi ancora da Pironi nel JAF GP.

### La Formula 1 (1976-1977)
La scuderia partecipò a due edizioni del Gran Premio del Giappone con delle vetture di propria produzione.
Nella prima stagione, con al volante Masahiro Hasemi con il modello KE007 conquistò un undicesimo posto e, secondo i primi resoconti iniziali, il giro più veloce.
Il risultato fu oggetto di controversie, in quanto nel giro nel quale il nipponico avrebbe ottenuto il tempo migliore, venne superato da tre vetture. Nei giorni successivi al Gran Premio, gli organizzatori diffusero un comunicato che assegnava il giro più veloce a Jacques Laffite con un tempo di 1'19:97 al 70º giro. Questo comunicato fu ripreso dalla Japan Automobile Federation (JAF). La correzione ebbe però poca risonanza all'estero, tant'è che persino il sito ufficiale della Formula 1 inizialmente ha riportato l'attribuzione errata.
Nel 1977 due piloti presero parte alla gara con il modello KE009: Kazuyoshi Hoshino (gestito dalla Heroes Racing) e Noritake Takahara. Il primo concluse la gara all'undicesimo posto. In entrambi i casi fu motorizzata Ford Cosworth e il progettista fu Masao Ōno, già tecnico della Maki.
Nel 1978 venne annunciato un accordo affinché i suoi telai potessero essere utilizzati dalla Kauhsen, scuderia tedesca. La partecipazione, che avrebbe dovuto iniziare dal GP di Zolder, poi non si concretizzò per una diatriba fra la scuderia tedesca e lo sponsor Toshiba.
In seguito provò nel 1979 la KE009B con Keke Rosberg al circuito del Fuji, ma non si iscrisse al campionato.

## Risultati in Formula 1
| Anno | Vettura | Motore   | Gomme | Piloti |  |  |  |  |  |  |  |  |  |  |  |  |  |  |  |    |  | Punti | Pos. |
| ---- | ------- | -------- | ----- | ------ |  |  |  |  |  |  |  |  |  |  |  |  |  |  |  | -- |  | ----- | ---- |
| 1976 | KE007   | Ford DFV | D     | Hasemi |  |  |  |  |  |  |  |  |  |  |  |  |  |  |  | 11 |  | 0     |      |

| Anno | Vettura | Motore   | Gomme | Piloti   |  |  |  |  |  |  |  |  |  |  |  |  |  |  |  |  |     | Punti | Pos. |
| ---- | ------- | -------- | ----- | -------- |  |  |  |  |  |  |  |  |  |  |  |  |  |  |  |  | --- | ----- | ---- |
| 1977 | KE009   | Ford DFV | B     | Takahara |  |  |  |  |  |  |  |  |  |  |  |  |  |  |  |  | Rit | 0     |      |
| 1977 | KE009   | Ford DFV | B     | Hoshino  |  |  |  |  |  |  |  |  |  |  |  |  |  |  |  |  | 11  | 0     |      |

| Legenda | 1º posto     | 2º posto | 3º posto    | A punti         | Senza punti/Non class.  | Grassetto – Pole position Corsivo – Giro più veloce |
| Legenda | Squalificato | Ritirato | Non partito | Non qualificato | Solo prove/Terzo pilota | Grassetto – Pole position Corsivo – Giro più veloce |